# Kevin Lalande
Kevin Lalande (Kingston, 19 febbraio 1987) è un ex hockeista su ghiaccio canadese naturalizzato bielorusso.